# Stellenbeschreibung

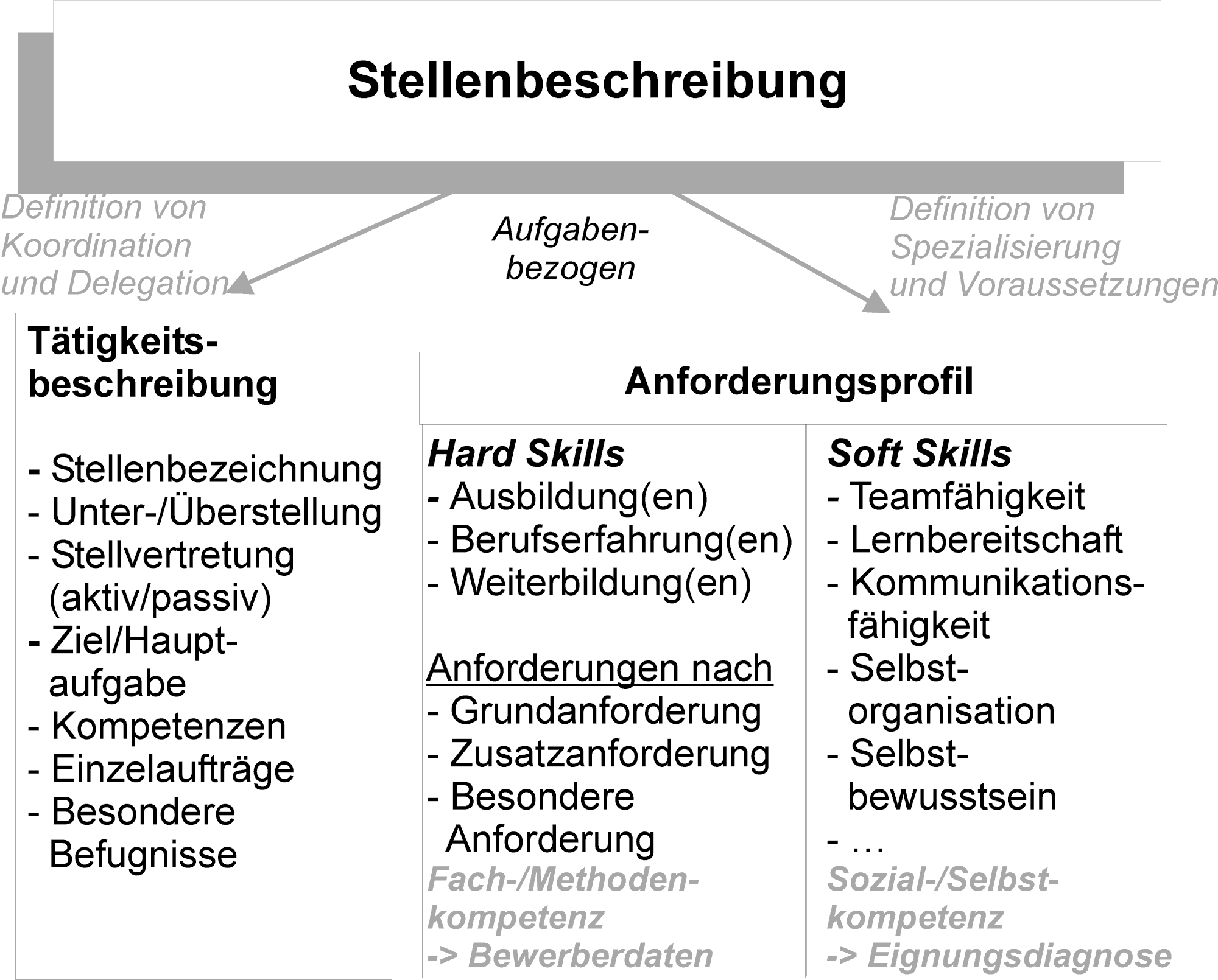
Stellenbeschreibung

Eine Stellenbeschreibung (auch Arbeitsplatzbeschreibung oder Stellenbezeichnung oder Berufsbezeichnung) ist eine personenneutrale schriftliche Beschreibung einer Arbeitsstelle zu ihren Arbeitszielen, Arbeitsinhalten, Aufgaben, Kompetenzen und Beziehungen zu anderen Stellen. Die Abgrenzung gegenüber einem so genannten Besetzungsbild liegt in der Ausführlichkeit der Darstellung. Eine internationale Stellenausschreibung wird auch Assignment Brief im Personalvermittlungsbereich genannt.

## Vorgehen
Die Inhalte von Stellenbeschreibungen variieren in Literatur und Praxis sowie zwischen Unternehmen. Die Formulierung soll klar, einfach und unmissverständlich sein und kann insbesondere folgende Angaben enthalten:
- Einordnung der Stelle in die Unternehmensorganisation
- Stellvertretung
- Tätigkeitsbeschreibung
  - Zielsetzung (Hauptaufgabe) der Stelle
  - Aufgaben (Führungsaufgaben, Fachaufgaben und personenbezogene Aufgaben)
  - Kompetenzen und Pflichten
  - Anforderungen an den Stelleninhaber
  - Zusammenarbeit mit anderen Stellen

- Weiterbildungsmöglichkeiten
- Leistungskriterien / Messpunkte für Messung der erwarteten Leistungsstandards
- Sachlich-organisatorische Angaben (z. B. Verteiler, nächste Überprüfung, Unterschriften)

An der Ausgestaltung einer Stellenbeschreibung sollten Betroffene beteiligt werden. Die Ausarbeitung wird üblicherweise mit den Unterzeichnungen des Erstellers, des Stelleninhabers sowie seines Vorgesetzten abgeschlossen. Stellenbeschreibungen sollten nur so lange Bestand haben, wie sie die Realität widerspiegeln, da sie einen augenblicklichen Zustand beschreiben.
Professionelle Stellenbeschreibungen enthalten Hinweise zur Leistungserwartung, die den Vorgesetzten und den Stelleninhabern eine objektive Grundlage für die Leistungsbeurteilung bieten. Diese werden zur Formulierung von Anforderungsprofilen verwendet.
Bestandteil des Arbeitsvertrages ist die gesetzlich vorgeschriebene Tätigkeitsbeschreibung. Ihre Inhalte sind in der Beschreibung der Tätigkeiten weitgehend mit jenen der Stellenbeschreibung identisch, deswegen wird oftmals Letztere dem Arbeitsvertrag zugrunde gelegt.

## Vor- und Nachteile
| Vorteile | Nachteile |
| --- | --- |
| - Klar umrissener Handlungs- und Entscheidungsspielraum (Aufgaben, Kompetenzen und Verantwortlichkeiten) - Vermeidung von Kompetenzkonflikten - präzisere Stellenausschreibung, Stellenbesetzung und Personalentwicklung - leichtere Einarbeitung neuer Mitarbeiter (Stelleninhaber) | - Fixierung auf beschriebene Tätigkeiten – flexible Kooperationsformen werden behindert - hoher Zeit- und Organisationsaufwand - Kosten der Einführung, regelmäßigen Überarbeitung und Aktualisierung - Förderung von Überorganisation und Bereichsdenken |

## Anwendungsbedingungen
Eine Anwendung erfolgt vor allem bei stabiler Unternehmensumwelt und Routineaufgaben. In der Regel nimmt der Anteil vorhersehbarer, programmierbarer Aufgaben mit steigender Hierarchieebene und zunehmender Qualifizierung der Mitarbeiter ab. Darum ist keine genaue Angabe über Aufgaben möglich und es werden lediglich die zu verfolgenden Ziele beschrieben. Je stärker eine Stelle allerdings Routineaufgaben wahrnimmt, desto detaillierter ist die Stellenbeschreibung.

## Besetzungsbild / Stellenausschreibung / Anforderungsprofil
In Ergänzung dazu beinhaltet die Stellenausschreibung lediglich die Anforderungen an eine neu zu besetzende Stelle und gibt Auskunft über das gewünschte Anforderungsprofil, die erforderliche Ausbildung, Fähigkeiten, Eigenschaften und sonstige Voraussetzungen.
Dieses Besetzungsbild, von dem bei der Personalbeschaffung insbesondere Gebrauch gemacht wird, stellt somit den Teilbereich einer Stellenbeschreibung dar, der benötigt wird, um mit dem Arbeitsmarkt zu kommunizieren. Vor allem betriebsinterne Angaben werden hier ausgeklammert.